# Rafer Johnson
Rafer Johnson Lewis (Hillsboro, Texas, 18 de agosto de 1934 - Sherman Oaks, California, 2 de diciembre de 2020) fue un atleta estadounidense de decatlón y actor de cine. Fue medallista de oro en los Juegos Olímpicos de 1960, después de conseguir una medalla de plata en 1956 y una medalla de oro en los Juegos Panamericanos de 1955. También fue el portador de la bandera de los Estados Unidos en los Juegos Olímpicos de 1960 y encendió la llama olímpica en los Juegos Olímpicos de Los Ángeles en 1984.
En 1968, Johnson, el jugador de fútbol Rosey Grier y el periodista George Plimpton abordaron a Sirhan Sirhan momentos después de que éste disparara mortalmente a Robert F. Kennedy.
Tras retirarse del atletismo, Johnson se dedicó a la interpretación, la retransmisión deportiva y el servicio público, y desempeñó un papel decisivo en la creación de las Special Olympics de California. Su carrera como actor incluyó apariciones en The Sins of Rachel Cade (1961), la película de Elvis Presley Wild in the Country (1961), Piratas de Isla Tortuga (1961), None but the Brave (1965), dos películas de Tarzán con Mike Henry, La última granada (1970), Soul Soldier (1970), Raíces: The Next Generations (1979), la película de James Bond Licence to Kill (1989) y Piensa a lo grande (1990).

## Biografía

### Primeros años
Johnson nació en Hillsboro, Texas, pero su familia se trasladó a Kingsburg, California, cuando él tenía 5 años. Durante un tiempo, eran la única familia negra en la ciudad. Era un atleta versátil, jugó en los equipos fútbol, béisbol y baloncesto en la Escuela Secundaria de Kingsburg. También fue elegido presidente de la clase, tanto en la escuela secundaria como en la preparatoria. A los 16 años se sintió atraído por el decatlón después de ver competir al doble campeón olímpico Bob Mathias, héroe local de Tulare, a 40 km de Kingsburg. Le dijo a su entrenador, "yo podría haber superado a la mayor parte de esos tipos".
Johnson compitió en su primer evento en 1954 en su primer año en la Universidad de California, Los Ángeles (UCLA). Su progreso en el evento fue impresionante; rompió el récord mundial en su cuarta competencia. Se comprometió con la fraternidad Pi Lambda Phi, la primera fraternidad no discriminatoria de los Estados Unidos, y fue presidente de la promoción en UCLA. En 1955 ganó el título en los Juegos Panamericanos celebrados en Ciudad de México.

### Juegos Olímpicos

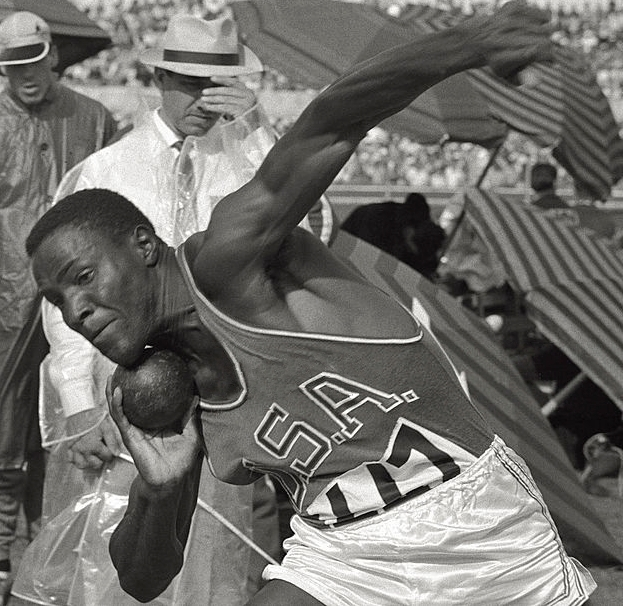
Rafer Johnson durante un lanzamiento de peso durante las Olimpiadas de Roma en 1960.

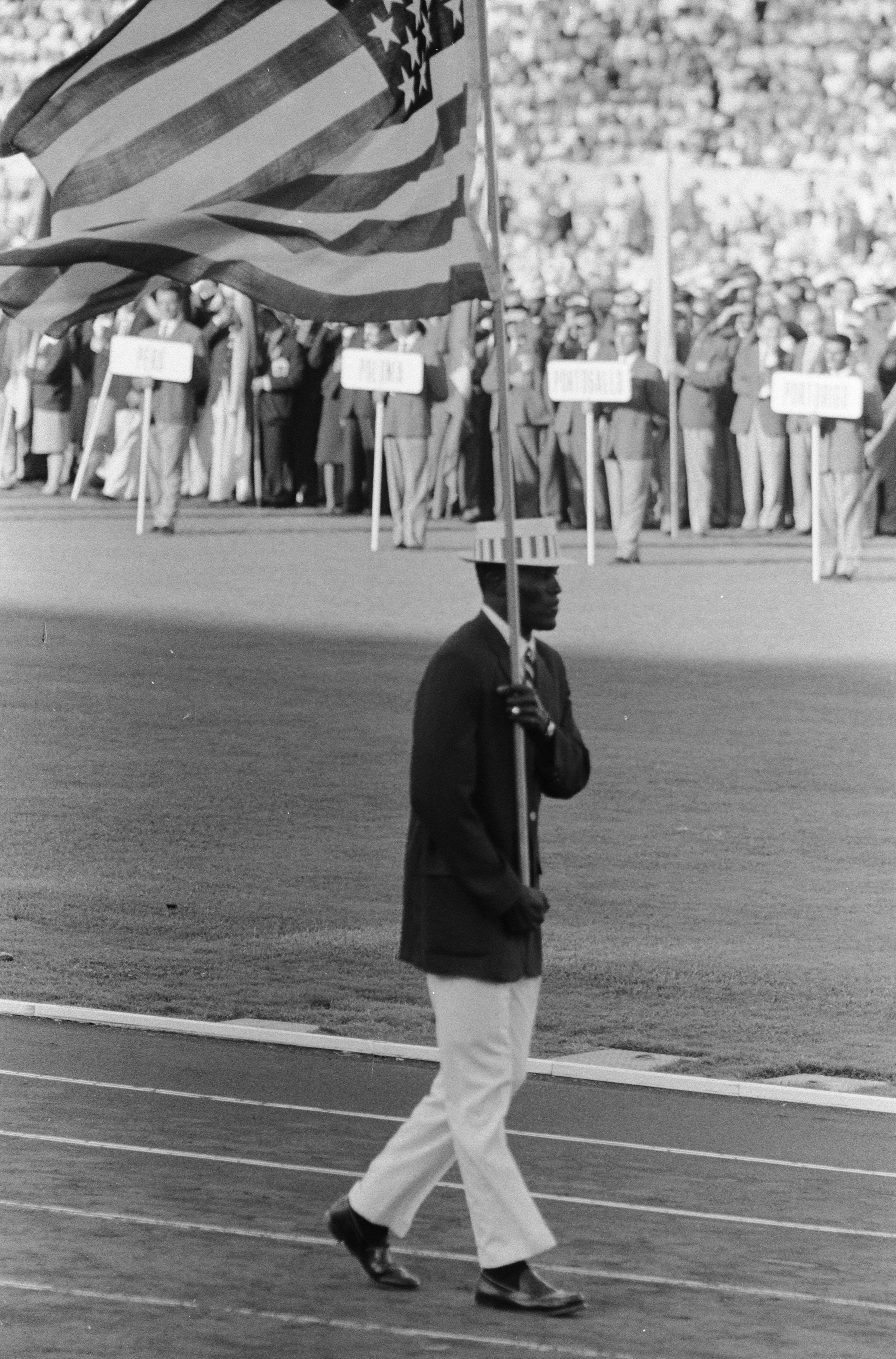
Johnson, abanderado de la delegación de EE. UU. en la ceremonia de apertura de los Juegos Olímpicos de Roma el 25 de agosto de 1960.

Johnson clasificó tanto para la prueba del decatlón como para el concurso de salto de longitud para los Juegos Olímpicos de 1956 en Melbourne. Sin embargo,  se vio obstaculizado por una lesión y perdió su lugar en el salto de longitud. A pesar de esta desventaja, se las arregló para alcanzar el segundo lugar en el decatlón detrás de su compatriota Milt Campbell. Esa sería su última derrota en el evento.
Debido a las lesiones, Johnson se perdió las temporadas de 1957 y 1959 (esta última debido a un accidente de coche), pero Johnson rompió el récord mundial en 1958 y 1960, y la cima de su carrera llegó en los Juegos Olímpicos de 1960 en Roma. Su más serio rival era Yang Chuan-Kwang (CK Yang) de Taiwán. Yang también estudió en UCLA; los dos entrenaban juntos en UCLA con el entrenador de atletismo Elvin C. "Ducky" Drake y se habían hecho amigos. En el decatlón, había una gran competencia entre  ellos. Finalmente, después de los primeros nueve eventos del decatlón, Johnson se puso por delante de Yang por un pequeño margen, pero Yang sabía que era mejor en el evento final, el 1500 m. Johnson, sin embargo logró mantenerse lo suficientemente cerca de Yang para ganar el oro. Con esta victoria, Johnson terminó su carrera deportiva.
En UCLA, Johnson también jugó al baloncesto con el legendario entrenador John Wooden y fue titular en el equipo de baloncesto masculino de 1959 a 1960. Johnson fue seleccionado por los Ram de Los Ángeles en la ronda 28 (puesto total 333°) del Draft de la NBA de 1959.
Mientras que entrenaba para los Juegos Olímpicos de 1960, su amigo Kirk Douglas le contó sobre un papel en Spartacus, Douglas pensó que Johnson podría ser el gladiador etíope Draba, que se niega a matar a Espartaco (interpretado por Douglas) después de derrotarlo en un duelo. Johnson leyó y consiguió el papel, pero se vio obligado a rechazarlo porque la Unión Atlética Amateur le dijo que eso le haría un profesional y por lo tanto no elegible para los Juegos Olímpicos. El papel finalmente fue a parar a  otro alumno de UCLA, Woody Strode. En 1960, Johnson comenzó a actuar en películas y a trabajar como comentarista deportivo. En la temporada 1963-1964, apareció en un episodio del drama de ABC sobre la vida universitaria Channing, protagonizado por Jason Evers y Henry Jones. Johnson hizo varias apariciones en el cine, incluyendo la película de James Bond Licencia para matar en el papel de un agente de la DEA. Después de su carrera como actor, trabajó a tiempo completo como comentarista deportivo en la década de 1970. Johnson fue presentador de los deportes del fin de semana  en las noticias locales de la NBC, pero parecía incómodo en esa posición y, finalmente, se trasladó a otras cosas.

### Palmarés
| Año  | Competición                    | Sede             | Evento   | Resultado | Marcas   | Notas           |
| ---- | ------------------------------ | ---------------- | -------- | --------- | -------- | --------------- |
| 1955 | Juegos Panamericanos           | Ciudad de México | Decatlón | Oro       | 6 994 p. |                 |
| 1956 | Juegos Olímpicos XV Olimpiada  | Melbourne        | Decatlón | Plata     | 7 587 p. |                 |
| 1960 | Juegos Olímpicos XVI Olimpiada | Roma             | Decatlón | Oro       | 8 392 p. | Récord olímpico |

### Etapa posterior a los Juegos Olímpicos

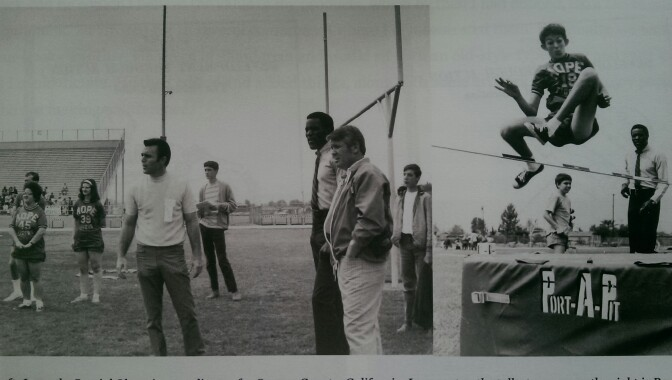
Fotos de las Olimpiadas Especiales (Special Olimpics) en donde se ve a Rafer Johnson y Don Gordon (dos fotos, juntas).

Johnson sirvió brevemente en el Cuerpo de Paz estadounidense justo después de su fundación en 1961. En 1968, trabajó en la campaña presidencial de Robert F. Kennedy y con la ayuda de Rosey Grier, aprehendió a Sirhan Sirhan inmediatamente después de haber asesinado a Kennedy. El autor analiza la experiencia en su autobiografía, "El mejor que puedo ser" (publicado en 1999 por Galilea Comercio editorial y coautor con Philip Goldberg).
Rafer Johnson es el portavoz de pista y campo de juegos de la compañía Hershey y está muy involucrado en las Olimpiadas Especiales del Sur de California (www.sosc.org). Después de asistir a la primera competición de Olimpiadas Especiales en Chicago en 1968, realizada por la fundadora de las Olimpiadas Especiales, Eunice Kennedy Shriver, en la que se inspiró para involucrarse. Johnson, junto con un pequeño grupo de voluntarios, luego fundó las Olimpiadas Especiales de California en el año 1969 mediante la realización de un concurso en el Los Angeles Memorial Coliseum de 900 individuos con habilidades intelectuales diferentes. Después de los primeros Juegos de California en 1969, Johnson se convirtió en uno de los miembros originales del Consejo de Administración. La Junta trabajó  para recaudar fondos y ofrecer un modesto programa de natación y atletismo. En 1983, Rafer Johnson se presentó al puesto de presidente de la Junta para aumentar la participación de la Junta, reorganizar el personal para utilizar más eficazmente los talentos de cada persona y ampliar los esfuerzos. Fue elegido presidente y sirvió en el cargo hasta 1992, cuando fue nombrado Presidente de la Junta de Gobernadores.

## Honores

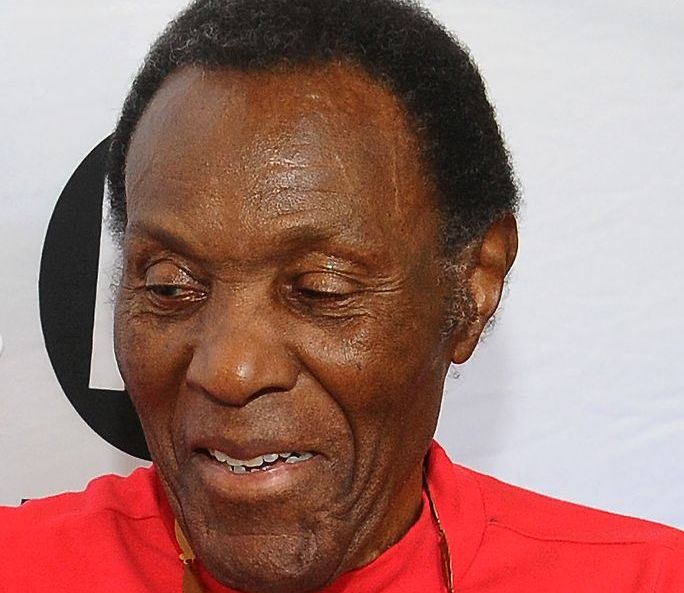
retrato de Johnson en 2016.

Johnson fue nombrado Deportista del Año en 1958 por Sports Illustrated  y ganó el premio James E. Sullivan como el mejor atleta aficionado de los Estados Unidos en 1960, rompiendo la barrera de raza de ese premio. Fue elegido para encender la llama olímpica durante la ceremonia de apertura de los Juegos Olímpicos de 1984 en Los Ángeles, primer negro estadounidense en hacerlo En 1994, fue elegido en la primera clase del Salón Mundial de la Fama de Deportes Humanitarios. En 1998, fue nombrado uno de los 100 mejores atletas de América del Norte por ESPN del siglo XX. En 2006, la NCAA lo nombró uno de los 100 estudiantes atletas más influyentes de los últimos 100 años.
El 25 de agosto de 2009, el entonces gobernador Schwarzenegger y Maria Shriver anunciaron que Johnson sería una de las 13 personas en ingresar al Salón de la Fama de California en el Museo de California de ese año. La ceremonia de inducción fue el 1 de diciembre de 2009, en Sacramento, California. Johnson es miembro de The Pigskin Club of Washington D. C. del Washington D. C. Nacional Intercolegial de All-American Football Players Honor Roll. La Rafer Johnson Junior High School en Kingsburg, California, lleva el nombre de Johnson, al igual que el día de Rafer Johnson en la Community Day School y el Centro Rafer Johnson infantil, en Bakersfield, California. Esta última escuela tiene clases para estudiantes de educación especial de las edades entre el nacimiento y 5 años, también tienen  un día anual de Rafer Johnson. Cada año Johnson habla en el evento y recibe vítores de cientos de estudiantes con necesidades especiales a medida que participan en una variedad de eventos de pista y campo. En 2010, Johnson recibió el Premio Fernando de Logro Cívico de la Fernando Foundation (Fundación Fernando) y en 2011, fue incluido en el Salón de la Fama del Distrito Escolar de la Ciudad de Bakersfield. Además, Rafer entonces era asesor deportivo de Dan Guerrero, Director de Atletismo de UCLA.

### Familia
Johnson se casó con Elizabeth Thorsen en 1971.  Tuvieron dos hijos y cuatro nietos.
El hermano de Johnson Jimmy fue miembro del Salón de la Fama del Fútbol Profesional y su hija Jennifer compitió en voley playa en los Juegos Olímpicos de 2000 en Sídney tras su carrera universitaria en UCLA.  Su hijo Joshua Johnson siguió a su padre en el atletismo y subió al podio en el lanzamiento de jabalina en los Campeonatos de atletismo al aire libre de EE. UU..
Johnson participó en el programa El arte de los olímpicos.

### Muerte
Rafer Johnson falleció tras sufrir un derrame cerebral el 2 de diciembre de 2020, en Sherman Oaks, California. Tenía 86 años.

## Filmografía

### Actor[11][12]
- The Sins of Rachel Cade (Los pecados de Rachel Cade) (1960) – Kosongo.
- "Sergeant Rutledge" ("Sargento Rutledge") (1960) - no aparece en los créditos
- Wild in the Country (Salvaje en el campo) (1961) – Davis
- Pirates of Tortuga (Piratas de Tortuga) (1961) – John Gammel
- None but the Brave (Nadie más que los valientes) (1965) – Pvt. Johnson
- Daniel Boone (1965, serie de televisión) – Rawls – T2/E4 "Mi nombre es Rawls"
- Tarzan and the Great River (Tarzán y el Gran Río) (1967) – Barcuma, líder afrobrasileño del Culto del Jaguar
- Tarzan and the Jungle Boy (Tarzán y el niño de la jungla) (1968) – Nagambi, villano que obstaculiza la búsqueda de Tarzán del niño de la jungla
- The Last Grenade (La última granada) (1970) – Joe Jackson
- Soul Soldier (1970) – Pvt. Armstrong
- The Games (Los Juegos), película (1970) – Comentarista
- Misión Imposible (1971) – Jack Tully
- Raíces: Las próximas generaciones (1979)
- Licence to Kill (Licencia para matar) (1989) – Mullens
- Think Big (Piensa en grande) (1990) – Johnson

### Roles de producción
- Billie (1965, asesor técnico)
- The Black Six (1973, productor asociado)

## Vida familiar
Johnson se casó con Elizabeth Thorsen en 1971. Tuvieron dos hijos y cuatro nietos.
El hermano de Johnson, Jimmy, es miembro del Salón de la Fama del fútbol profesional y su hija Jennifer compitió en voleibol de playa en los Juegos Olímpicos de 2000 en Sídney después de su carrera universitaria en UCLA. Su hijo Joshua Johnson siguió a su padre en el atletismo y logró un podio en el lanzamiento de jabalina en el Campeonato de Atletismo al Aire Libre de EE. UU..
Johnson participó en el programa El arte de los olímpicos.
Rafer Johnson murió tras sufrir un derrame cerebral el 2 de diciembre de 2020 en Sherman Oaks, California. Tenía 86 años.